# Tricerro
Tricerro – miejscowość i gmina we Włoszech, w regionie Piemont, w prowincji Vercelli.
Według danych na rok 2004 gminę zamieszkiwało 621 osób, 51,8 os./km².